# Saint-André-la-Côte
Ne doit pas être confondu avec La Côte-Saint-André en Isère.
Pour les articles homonymes, voir Saint-André.
Saint-André-la-Côte est une commune française, située dans le département du Rhône en région Auvergne-Rhône-Alpes.

## Géographie
Saint-André-la-Côte est une commune française, située à 850 m d’altitude. 

### Climat
Pour des articles plus généraux, voir Climat d'Auvergne-Rhône-Alpes et Climat du Rhône.
En 2010, le climat de la commune est de type climat des marges montargnardes, selon une étude du Centre national de la recherche scientifique s'appuyant sur une série de données couvrant la période 1971-2000. En 2020, Météo-France publie une typologie des climats de la France métropolitaine dans laquelle la commune est exposée à un climat de montagne ou de marges de montagne et est dans la région climatique  Nord-est du Massif Central, caractérisée par une pluviométrie annuelle de 800 à 1 200 mm, bien répartie dans l’année. 
Pour la période 1971-2000, la température annuelle moyenne est de 10 °C, avec une amplitude thermique annuelle de 16,6 °C. Le cumul annuel moyen de précipitations est de 867 mm, avec 9,3 jours de précipitations en janvier et 7,3 jours en juillet. Pour la période 1991-2020, la température moyenne annuelle observée sur la station météorologique de Météo-France la plus proche, « Mornant », sur la commune de Mornant à 6 km à vol d'oiseau, est de 12,1 °C et le cumul annuel moyen de précipitations est de 758,5 mm,. Pour l'avenir, les paramètres climatiques de la commune estimés pour 2050 selon différents scénarios d'émission de gaz à effet de serre sont consultables sur un site dédié publié par Météo-France en novembre 2022.

## Urbanisme

### Typologie
Au 1er janvier 2024, Saint-André-la-Côte est catégorisée commune rurale à habitat dispersé, selon la nouvelle grille communale de densité à sept niveaux définie par l'Insee en 2022.
Elle est située hors unité urbaine. Par ailleurs la commune fait partie de l'aire d'attraction de Lyon, dont elle est une commune de la couronne,. Cette aire, qui regroupe 397 communes, est catégorisée dans les aires de 700 000 habitants ou plus (hors Paris),.

### Occupation des sols
L'occupation des sols de la commune, telle qu'elle ressort de la base de données européenne d’occupation biophysique des sols Corine Land Cover (CLC), est marquée par l'importance des territoires agricoles (63,6 % en 2018), une proportion sensiblement équivalente à celle de 1990 (64 %). La répartition détaillée en 2018 est la suivante : 
forêts (36,4 %), terres arables (21,7 %), prairies (21,5 %), zones agricoles hétérogènes (20,4 %). L'évolution de l’occupation des sols de la commune et de ses infrastructures peut être observée sur les différentes représentations cartographiques du territoire : la carte de Cassini (XVIIIe siècle), la carte d'état-major (1820-1866) et les cartes ou photos aériennes de l'IGN pour la période actuelle (1950 à aujourd'hui).

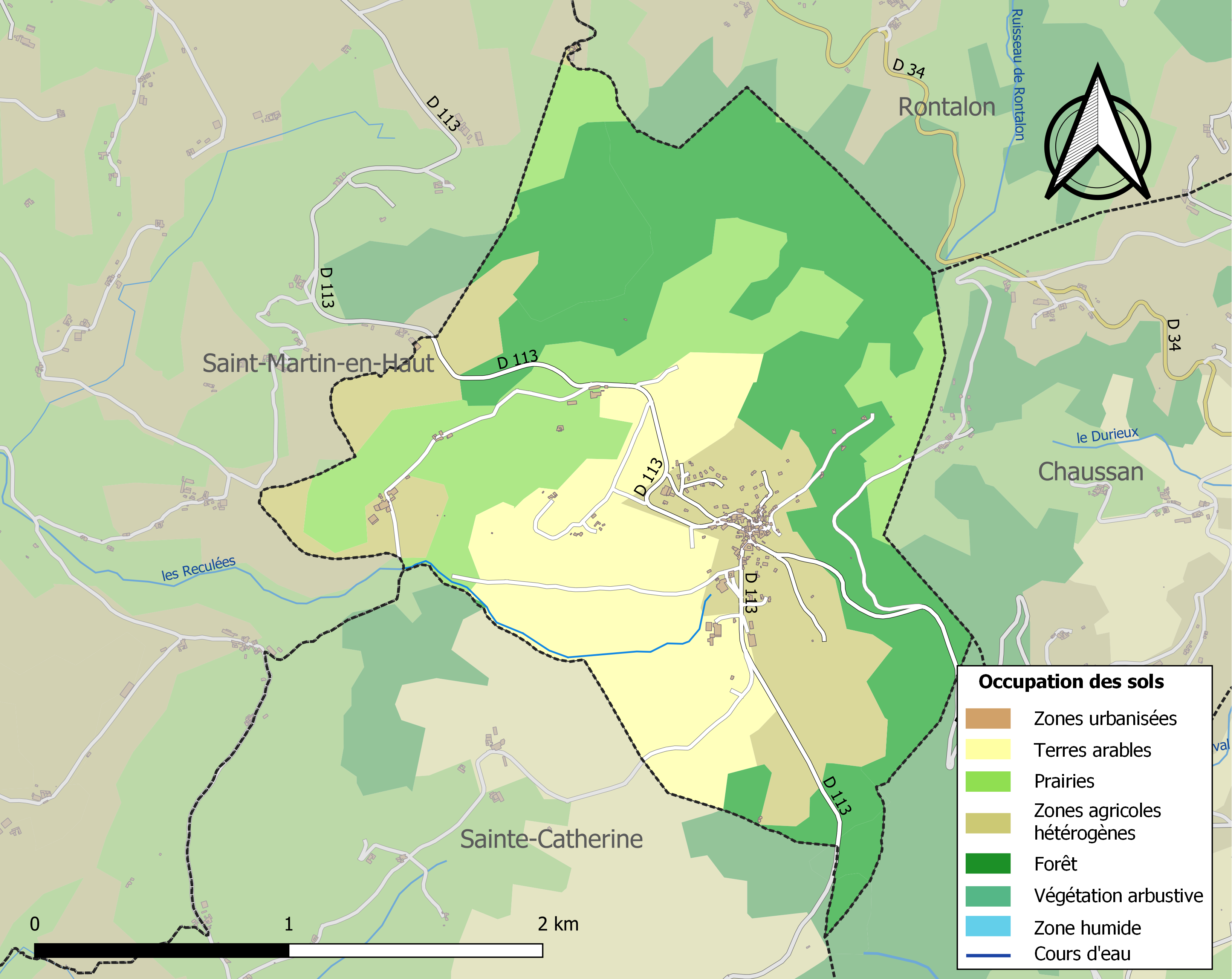
Carte des infrastructures et de l'occupation des sols de la commune en 2018 (CLC).

## Héraldique
| Armes | Les armes de Saint-André-la-Côte se blasonnent ainsi : Écartelé en sautoir d'azur et de sinople, au sautoir d'argent brochant la partition, cantonné en pointe d'une croisette latine perronnée d'or, le tout sommé d'un chef aussi d'or chargé de trois ours en pied de sable armés et lampassés de gueules. |

Le sobriquet « ours » est le surnom des habitants de la commune.

## Politique et administration
| Période                                  | Période       | Identité            | Étiquette | Qualité |
| ---------------------------------------- | ------------- | ------------------- | --------- | ------- |
| 2001                                     | 2008          | René Molin          |           |         |
| 2008                                     | décembre 2016 | Jean-Paul Piquet    |           |         |
| décembre 2016                            | mars 2017     | Christelle Chanavat |           |         |
| mars 2017                                | En cours      | Marc Coste          |           |         |
| Les données manquantes sont à compléter. |               |                     |           |         |

## Démographie
L'évolution du nombre d'habitants est connue à travers les recensements de la population effectués dans la commune depuis 1793. Pour les communes de moins de 10 000 habitants, une enquête de recensement portant sur toute la population est réalisée tous les cinq ans, les populations de référence des années intermédiaires étant quant à elles estimées par interpolation ou extrapolation. Pour la commune, le premier recensement exhaustif entrant dans le cadre du nouveau dispositif a été réalisé en 2007.

En 2022, la commune comptait 274 habitants, en évolution de −3,52 % par rapport à 2016 (Rhône : +3,93 %, France hors Mayotte : +2,11 %).
| 1793 | 1800 | 1806 | 1821 | 1831 | 1836 | 1841 | 1846 | 1851 |
| ---- | ---- | ---- | ---- | ---- | ---- | ---- | ---- | ---- |
| 263  | 171  | 343  | 197  | 265  | 259  | 298  | 320  | 292  |

| 1856 | 1861 | 1866 | 1872 | 1876 | 1881 | 1886 | 1891 | 1896 |
| ---- | ---- | ---- | ---- | ---- | ---- | ---- | ---- | ---- |
| 302  | 323  | 248  | 252  | 261  | 259  | 252  | 279  | 266  |

| 1901 | 1906 | 1911 | 1921 | 1926 | 1931 | 1936 | 1946 | 1954 |
| ---- | ---- | ---- | ---- | ---- | ---- | ---- | ---- | ---- |
| 234  | 239  | 216  | 173  | 188  | 182  | 176  | 161  | 141  |

| 1962 | 1968 | 1975 | 1982 | 1990 | 1999 | 2006 | 2007 | 2012 |
| ---- | ---- | ---- | ---- | ---- | ---- | ---- | ---- | ---- |
| 143  | 148  | 130  | 149  | 185  | 182  | 257  | 268  | 280  |

| 2017 | 2022 | - | - | - | - | - | - | - |
| ---- | ---- | - | - | - | - | - | - | - |
| 284  | 274  | - | - | - | - | - | - | - |

## Lieux et monuments

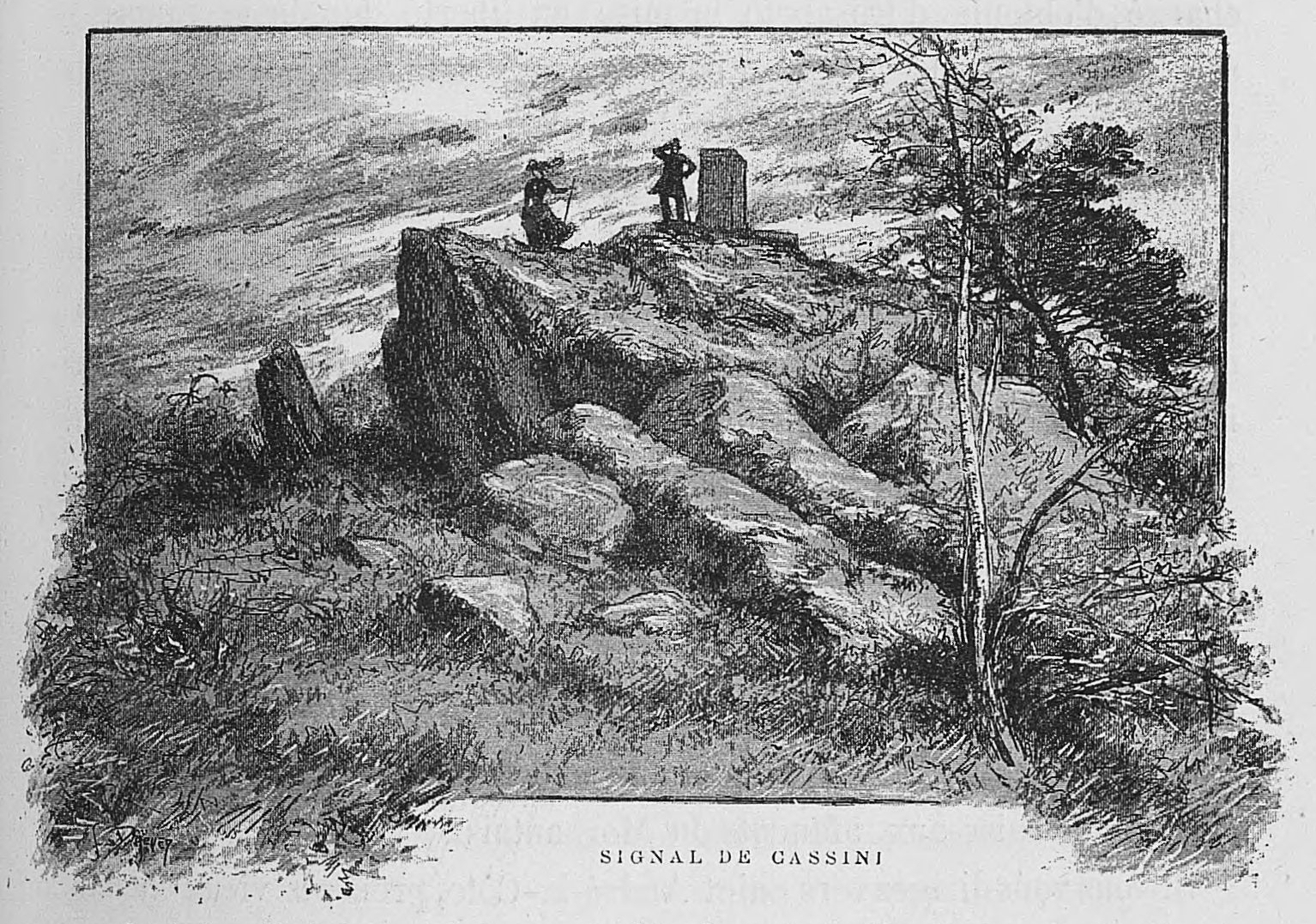
Signal de Cassini.
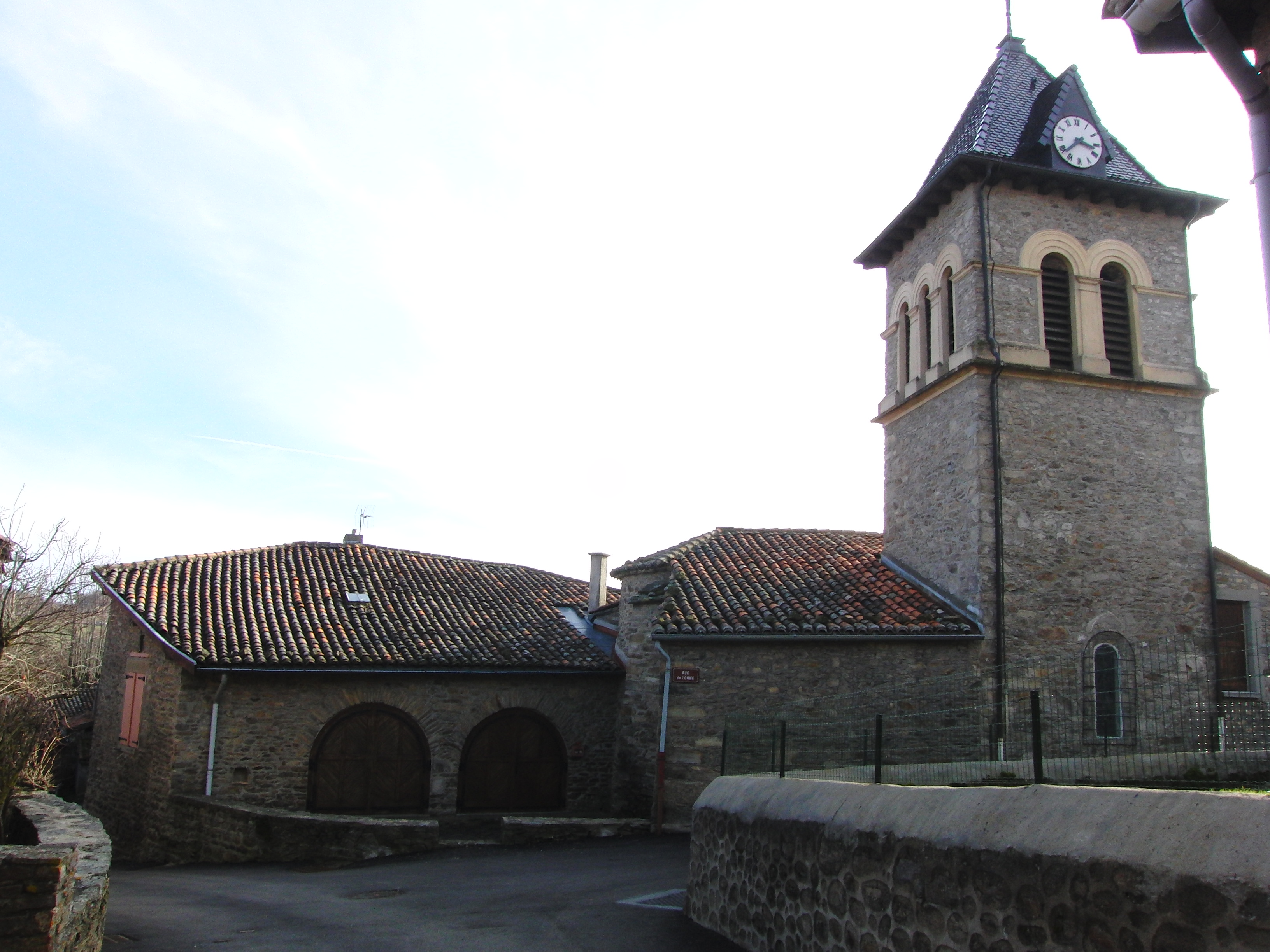
L'église.
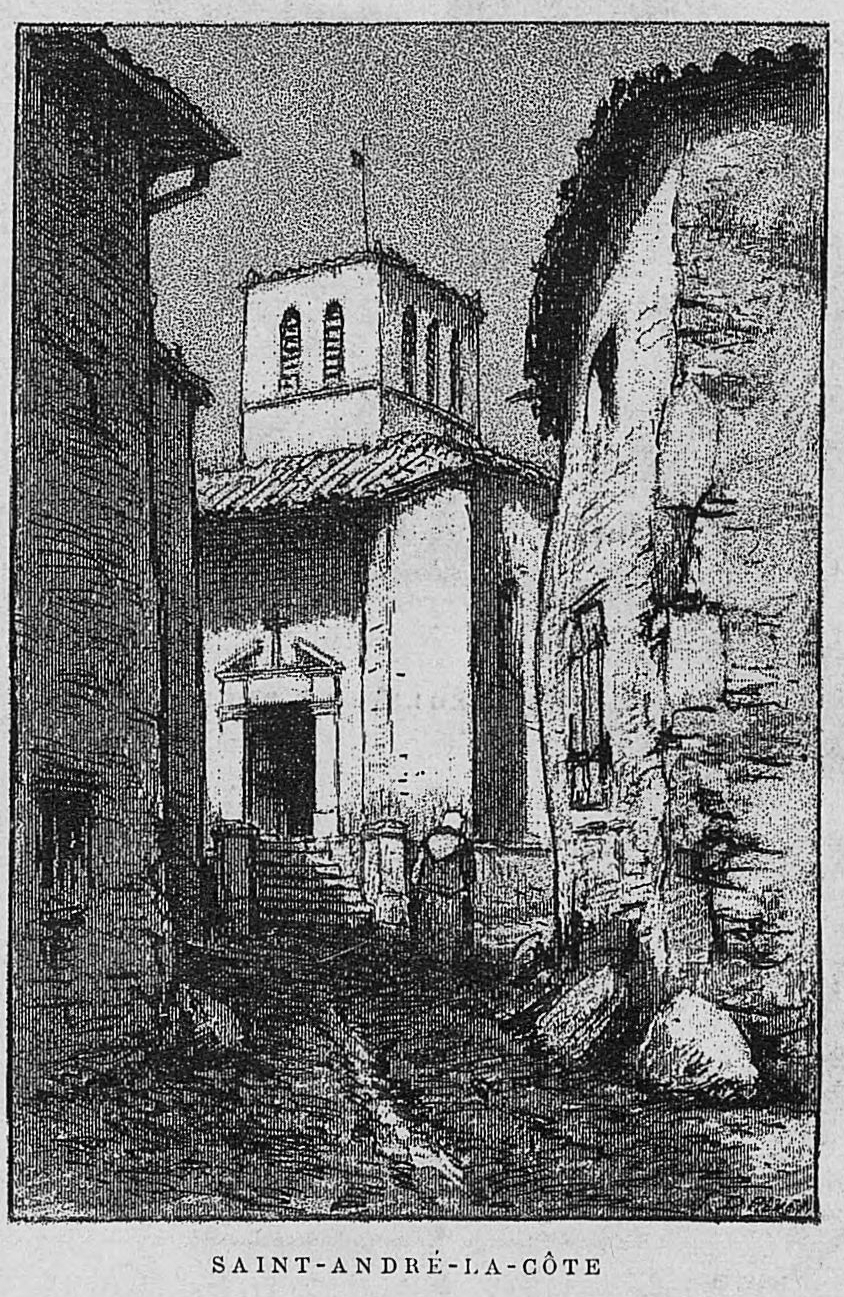
Illustration de Joannès Drevet (1854-1940).

- La Croix du Signal et la borne du signal de Cassini, au sommet dit du Signal de Saint-André-la-Côte (937 m d'altitude), point culminant ayant servi à Cassini pour établir sa carte.
- L'église, datant de 1512[16].
- Maison individuelle réalisée par l'architecte Pierre Genton (1974).